# Lista de filmes portugueses de 1951
Lista de filmes portugueses de longa-metragem lançados comercialmente em Portugal em 1951, nas salas de cinema.
Notas: Na secção coprodução, passando o cursor sobre a bandeira aparecerá o nome do país correspondente.
| # | Filme          | Realização        | Género  | Estreia         | Coprodução |
| - | -------------- | ----------------- | ------- | --------------- | ---------- |
| 1 | Sonhar é Fácil | Perdigão Queiroga | Comédia | 22 de fevereiro | —          |